# Presita de Santa Rosa
Presita de Santa Rosa är en ort i Mexiko.   Den ligger i kommunen San Miguel de Allende och delstaten Guanajuato, i den centrala delen av landet, 240 km nordväst om huvudstaden Mexico City. Presita de Santa Rosa ligger 1 863 meter över havet och antalet invånare är 140.
Terrängen runt Presita de Santa Rosa är huvudsakligen platt, men österut är den kuperad. Runt Presita de Santa Rosa är det ganska tätbefolkat, med 96 invånare per kvadratkilometer. Närmaste större samhälle är San Miguel de Allende, 9,0 km sydost om Presita de Santa Rosa. Trakten runt Presita de Santa Rosa består i huvudsak av gräsmarker.